# Vermessungsgesetz
Mit dem Vermessungsgesetz aus dem Jahr 1968 hat der Gesetzgeber in Österreich die Aufgaben der Landesvermessung neu geregelt: Zum einen wurde der frühere Grundsteuerkataster mit ausschließlich steuerlichen Aufgaben durch den Grenzkataster abgelöst, mit der klaren Zielvorgabe einer verbindlichen Dokumentation von Grundstücksgrenzen. Andererseits erfolgte im Vermessungsgesetz auch eine klare Trennung zwischen den hoheitlichen Aufgaben der Vermessungsbehörde (Bundesamt für Eich- und Vermessungswesen mit den nachgeordneten Vermessungsämtern) und jenen der Vermessungsbefugten:
Der Vermessungsbehörde obliegt die administrative Führung des Katasters einschließlich aller damit zusammenhängenden, übergeordneten Aufgaben wie etwa Herstellung des Festpunktfeldes. Daneben definiert das Gesetz klar die Kompetenz und den Kreis der Vermessungsbefugten (§ 43 VermG) und überträgt ihnen allein die Durchführung von allen katastertechnischen Vermessungen (Grenzbestimmungen- und Absteckungen, Teilungen und Umwandlungen in den Grenzkataster).
Im Vermessungsgesetz finden sich genaue Formvorschriften über die Neuanlegung und Führung des Grenzkatasters, den Ablauf von Grenzvermessungen und über das Zusammenwirken mit Grundbuchsgerichten und Finanzbehörden. In der zugehörigen Vermessungsverordnung sind die technischen Rahmenbedingungen (wie etwa zulässige Messtoleranzen, Inhalt von Planurkunden) geregelt.